# Velencei-hegység
Velencei-hegység este o arie protejată (arie specială de conservare — SAC, sit de importanță comunitară — SCI) din Ungaria întinsă pe o suprafață de 4.001,23 ha, integral pe uscat.

## Localizare
Centrul sitului Velencei-hegység este situat la coordonatele 47°15′30″N 18°33′37″E / 47.2583°N 18.5603°E.

## Înființare
Situl Velencei-hegység a fost declarat sit de importanță comunitară în mai 2004 pentru a proteja 11 specii de animale. Situl a fost protejat și ca arie specială de conservare în februarie 2010.

## Biodiversitate
Situată în ecoregiunea panonică, aria protejată conține 15 habitate naturale: Pajiști uscate seminaturale și facies de acoperire cu tufișuri pe substraturi calcaroase (Festuco-Brometalia) (* situri importante pentru orhidee), Pajiști stepice panonice pe loess, Păduri panonice cu Quercus petraea și Carpinus betulus, Păduri panonice cu Quercus pubescens, Păduri panonice-balcanice de stejar turcesc - stejar sesil, Păduri aluvionare cu Alnus glutinosa și Fraxinus excelsior (Alno-Padion, Alnion incanae, Salicion albae), Mlaștini alcaline, Tufărișuri subcontinentale peripanonice, Pajiști panonice carstice (Stipo-Festucetalia pallentis), Pajiști stepice subpanonice, Pajiști aluvionare inundabile, de Cnidion dubii, Peșteri inaccesibile publicului, Păduri stepice euro-siberiene cu Quercus spp., Păduri mixte riverane de Quercus robur, Ulmus laevis și Ulmus minor, Fraxinus excelsior sau Fraxinus angustifolia, de-a lungul marilor râuri (Ulmenion minoris), Stepe și mlaștini sărate panonice.
La baza desemnării sitului se află mai multe specii protejate:
- mamifere (3): liliac cârn (Barbastella barbastellus), liliac cu urechi mari (Myotis bechsteinii), popândău (Spermophilus citellus)
- nevertebrate (8): croitorul mare al stejarului (Cerambyx cerdo), Cucujus cinnaberinus, orthosia schmidtii (Dioszeghyana schmidtii), fluturele de noapte (Eriogaster catax), Euplagia quadripunctaria, Lignyoptera fumidaria, rădașcă (Lucanus cervus), fluturele purpuriu (Lycaena dispar)

Pe lângă speciile protejate, pe teritoriul sitului au mai fost identificate 15 specii de plante, 2 specii de păsări, 1 specie de amfibieni, 1 specie de mamifere, 6 specii de nevertebrate, 2 specii de reptile.